# Oxysychus genualis
Oxysychus genualis är en stekelart som först beskrevs av Walker 1862.  Oxysychus genualis ingår i släktet Oxysychus och familjen puppglanssteklar. Inga underarter finns listade i Catalogue of Life.